# Selere
Selerne (litauisk: sėliai, lettisk: sēļi, engelsk: Selonians) var en baltisk stamme, som levede i det der i dag er den østlige del af Letland, syd for floden Daugava og det nordøstlige Litauen, blandt andet kommunerne Rokiškis, Kupiškis, Biržai og Zarasai i Litauen, området kaldes i dag Sēlija.
Efter Storfyrstendømmet Litauen var etableret underlagde fyrstendømmet de mindre stammer, herunder selerne, som blev assimileret i de følgende århundrede, og mistede deres sprog, som døde ud.

## Befolket område
Selerne beboede indtil 1400-tallet i det sydøstlige Letland, og det nordøstlige Litauen på Daugavas venstre bred syd for Aizkraukle, i de nuværende Jēkabpils og Daugavpils distrikter. Det er dog også kendt at selere var bosat i Riga. I første halvdel af det første årtusinde boede selerne formentlig i Livland i det østlige Letland, på højre bred af Daugava, men i 5-600 tallet blev de gradvist assimileret af letgallerne.